# Чудо-шашки
Чудо-шашки — всесоюзный и всероссийский массовый детский спортивный клуб по шашкам. Соревнования на призы клуба проводятся с 1966 года. С появлением Стартов надежд «Чудо-шашки» часто являлись их составной частью и финалы проходили в Артеке.

## Победители
| Год  | Место проведения | Победитель финала соревнований                          |
| ---- | ---------------- | ------------------------------------------------------- |
| 2008 | Адлер            | школа № 24 Нижний Новгород                              |
| 2009 | Адлер            | республиканская гимназия № 2 им. Заки Валиди Башкирская |
| 2010 | Адлер            | лицей № 87 Нижний Новгород                              |
| 2011 | Адлер            | гимназия № 19 г.Калуга                                  |
| 2012 | Адлер            | лицей № 1 г.Жуковка (Брянская обл.)                     |